# Rubén Schroh
Rubén Alberto Schroh (Santa María; 2 de junio de 1954) es un exfutbolista argentino que jugaba como delantero.
Debutó en el Club Atlético Banfield donde actuó cuatro temporadas desde 1973, en el mes de julio de 1977, se incorporó al Deportivo Saprissa, aunque la inscripción encontró en el Consejo Nacional de Deportes una cerrada oposición, al alegar que Schroh provenía del Banfield. El problema era que sobre el Banfield había un duro castigo de que no podía jugar en Costa Rica durante 15 años, debido a una sanción impuesta a dicho equipo sudamericano por un fenomenal pleito que se dio ante Alajuelense, en diciembre de 1974. El problema fue resuelto y Schroh pudo actuar con los morados en 1977 y 1978.
Jugó en 23 juegos y convirtió tres goles en 1977 y ganó ese año título en la Primera División de Costa Rica, continuó con el Saprissa para el campeonato de 1978, en el cual registró una mayor presencia en la cancha, con 29 juegos, pero escasez en el gol, apenas aportó una anotación. Otro gallardete alcanzado con la Saprissa fue la Copa Fraternidad Centroamericana de 1978. Así Schroh sumó 52 partidos en dos campañas disputada con los sprissistas, para situarse en el tercer lugar de los jugadores argentinos con más encuentros acumulados en este club en el campeonato local.
Finalizada la temporada de 1978, militó con el Municipal Puntarenas en 1979; allí sumó 24 encuentros y tres goles. En total, jugó en Costa Rica 76 partidos y logró siete goles con Saprissa y Puntarenas.
Finalizado su vínculo en clubes costarricenses, volvió a Argentina a vestir la casaca del Progreso y finalizó su carrera con el Independiente de Bariloche.

## Clubes
| Club                       | País       | Año       |
| -------------------------- | ---------- | --------- |
| Club Atlético Banfield     | Argentina  | 1973-1977 |
| Deportivo Saprissa         | Costa Rica | 1977-1978 |
| Municipal Puntarenas       | Costa Rica | 1979      |
| Club Atlético y Progreso   | Argentina  | 1980      |
| Independiente de Bariloche | Argentina  | 1981      |

## Palmarés

### Como jugador

#### Títulos nacionales
| Título                         | Equipo             | País       | Año  |
| ------------------------------ | ------------------ | ---------- | ---- |
| Primera División de Costa Rica | Deportivo Saprissa | Costa Rica | 1977 |

#### Títulos internacionales
| Título                           | Equipo             | Sede       | Año  |
| -------------------------------- | ------------------ | ---------- | ---- |
| Copa Fraternidad Centroamericana | Deportivo Saprissa | Costa Rica | 1978 |